# John Ekels
John Ekels (Batavia, 2 de dezembro de 1940) é um velejador dinamarquês, medalhista olímpico. Ele competiu nos Jogos Olímpicos de Verão de 1988 na classe Soling e conquistou a medalha de bronze, ao lado de David Miller e Paul Côté. Um ano depois, eles venceram o campeonato norte-americano juntos, antes de a equipe se separar após a aposentadoria de Miller.